# 海恩斯城 (佛罗里达州)
海恩斯城（英語：Haines City），是美国佛罗里达州波爾克縣下属的一座城市。建立于1914年。面积约为23.2平方公里（约合8.9平方英里）。根据2010年美国人口普查，该市有人口20,535人。论人口在本州排行第103。